# Samolot transportowy

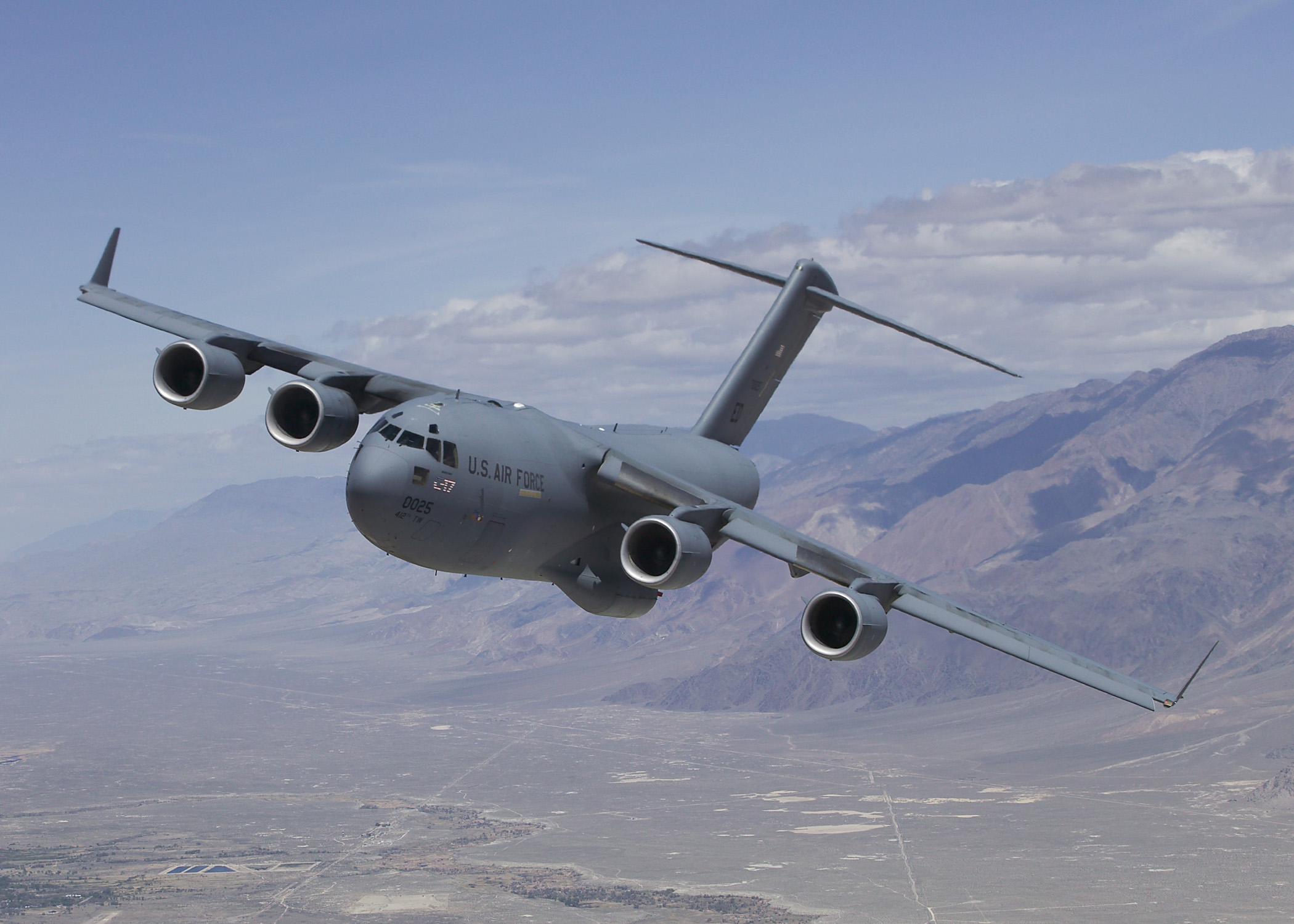
C-17 Globemaster III należący do amerykańskich wojsk lotniczych

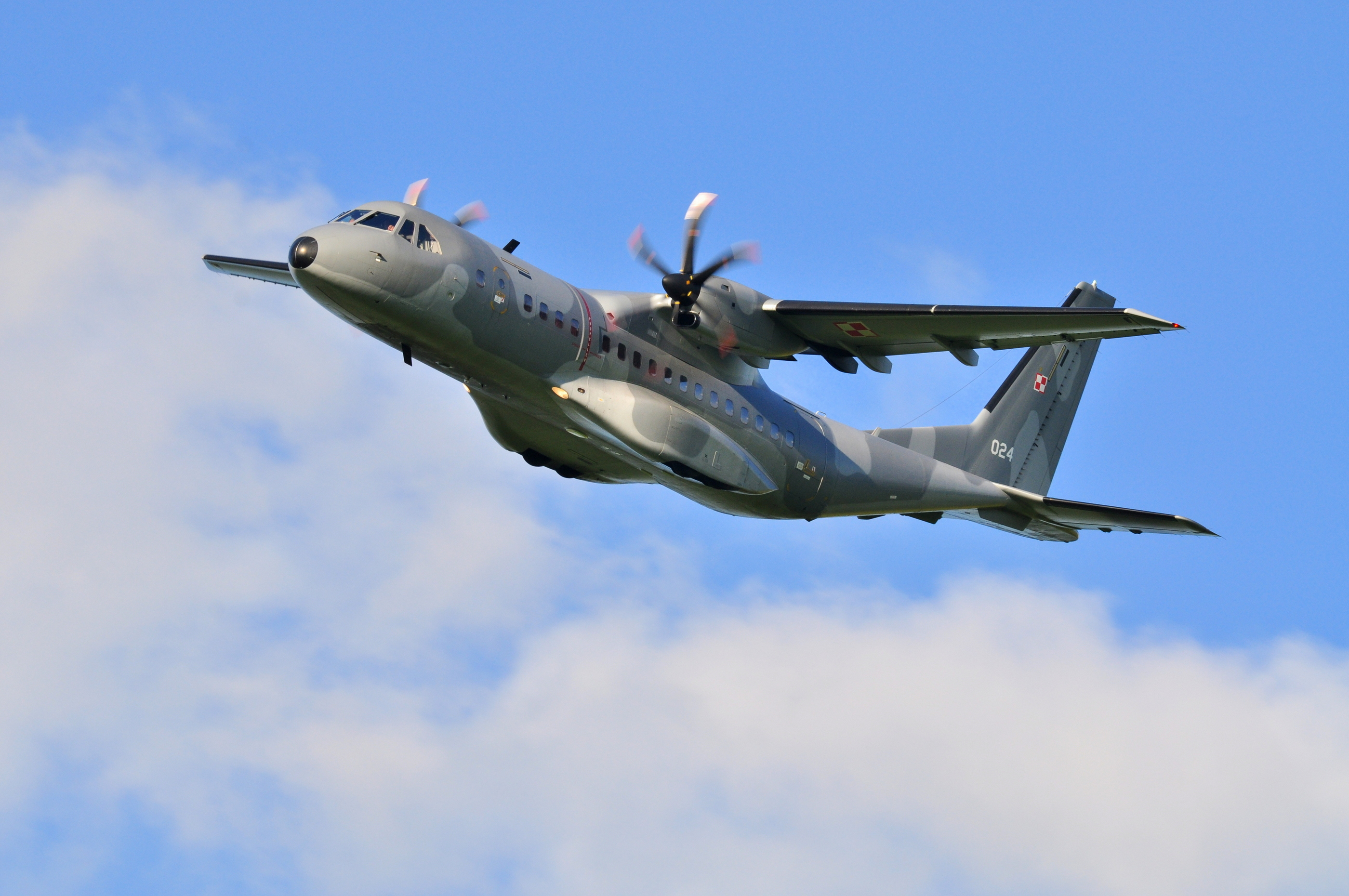
CASA C-295 w barwach Sił Powietrznych

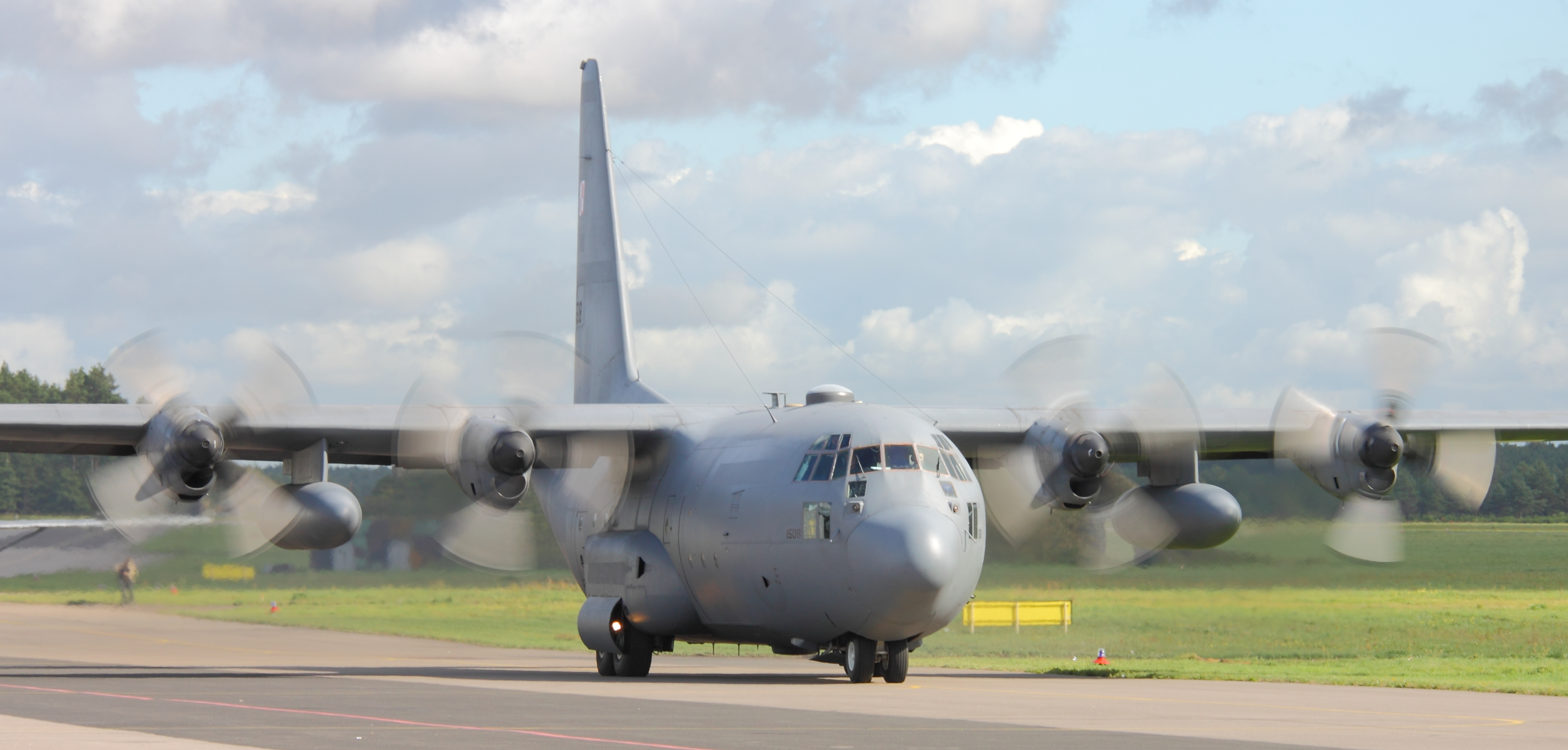
C-130 Hercules w barwach Sił Powietrznych

Samolot transportowy (ang. transport aircraft) – samolot dostosowany głównie do przewozu osób i/lub towarów. Wojskowe samoloty transportowe przeznaczone są do powietrznych przewozów wojsk i ładunków oraz wysadzania desantów powietrznych. W zależności od wagi przewożonych ładunków i zasięgu dzielą się na ciężkie, średnie i lekkie. Są wyposażone w odpowiednio przystosowaną ładownię, osobową, osobowo- towarową lub towarową. Wymiary ładowni często dostosowuje się do określonego rodzaju sprzętu wojskowego.

## Charakterystyka
Współczesne samoloty transportowe, w zależności od typu, mogą unieść od 40 do 250 ton ładunku, a samoloty pasażerskie znacznie mniej (do kilku ton). Należy też pamiętać, iż ładowność samolotu jest zmienna, gdyż zależy od odległości, jaką ma on do pokonania bez tankowania. Ograniczeniem jest również zdolność lotniska do przyjęcia, a ściślej rzecz biorąc do startu samolotu – decydującym czynnikiem jest długość pasa startowego. W takim wypadku samolot może wziąć mniej ładunku lub paliwa.
Dodatkowym utrudnieniem przy przewozie ładunków jest konstrukcja samolotu, która uniemożliwia załadunek towarów zbyt wysokich, szerokich, długich, a także zbyt ciężkich. Popularną metodą przewozu towarów jest tworzenie jednostek ładunkowych w postaci kontenerów i palet, ułatwiających przeładunki i manipulacje. Towary przewożone na lekkich paletach obciąga się folią lub specjalnymi siatkami.
Zarówno urządzenia przeładunkowe, jak i wnętrza samolotów towarowych są wyposażone w rolki, po których przesuwa się jednostki ładunkowe. Tego rodzaju urządzenia nie są instalowane w samolotach pasażerskich.
Obecnie największym samolotem transportowym na świecie jest An-225 Mrija – masa użyteczna 400 ton, wyprodukowano tylko jedną sztukę, druga niekompletna (zaniechana) oraz An-124 Rusłan – masa użyteczna 150 ton, produkowany seryjnie.
Największym wyprodukowanym samolotem transportowym o napędzie turbośmigłowym jest radziecki An-22, jednakże problemy z zespołem napędowym (wibracje) sprawiły, iż praktycznie wyszedł z użycia.
Z maszyn produkowanych poza Rosją (i ZSRR) do największych należą: C-5 Galaxy i C-17.

## Porównanie samolotów

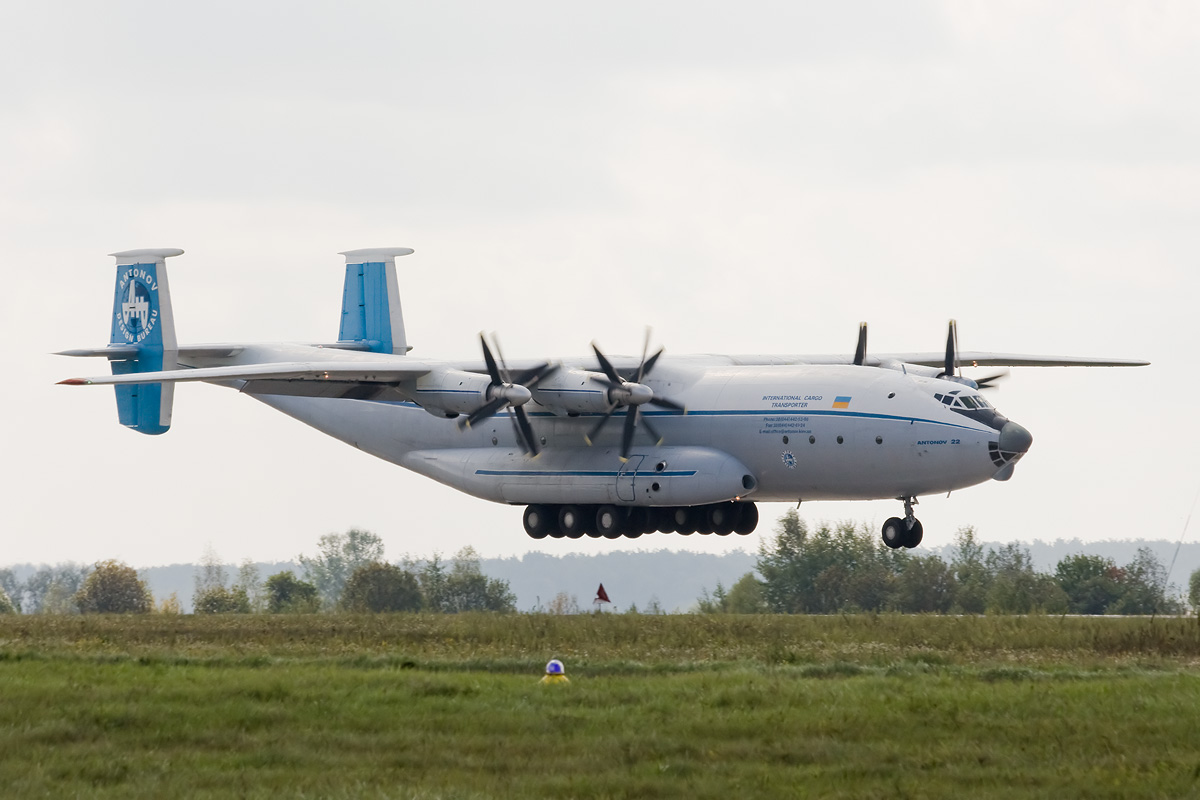
An-22

| Samolot                       | Ładowność max. [t] | Objętość użyteczna [m³] |
| ----------------------------- | ------------------ | ----------------------- |
| Beechcraft King Air           | 1,2                | 5                       |
| Cessna 406                    | 1,2                | 6,5                     |
| Fairchild Metro II            | 1,4                | 12                      |
| Dornier 228                   | 1,5                | 17                      |
| Embraer EMB 110 Bandeirante   | 1,56               | 14                      |
| Let L-410 UVP-E               | 1,6                | 11                      |
| Beechcraft 1900C              | 1,7                | 15,3                    |
| Beechcraft 1900D              | 2,1                | 18,9                    |
| Fairchild Metro III           | 2,1                | 12                      |
| Dassault Falcon 20            | 2,5                | 14                      |
| Cessna 208B Super Cargomaster | 2,9                | 16                      |
| Short 330                     | 3                  | 25                      |
| Embraer EMB 120 Brasilia      | 3,3                | 31,1                    |
| Short 360                     | 3,5                | 40                      |
| Douglas DC-3                  | 3,5                | 35                      |
| Saab 340                      | 3,86               | 35                      |
| ATR 42-320                    | 5,5                | 54                      |
| Fokker F27                    | 5,9                | 45                      |
| Antonow An-26                 | 5,5                | 55                      |
| Hawker Siddeley HS 748        | 6                  | 55                      |
| Antonow An-74                 | 6,5                | 45                      |
| Antonow An-32                 | 6,7                | 30                      |
| ATR 72-200                    | 8,5                | 75,5                    |
| BAe 146                       | 10,5               | 70                      |
| Douglas DC-6                  | 13                 | 125                     |
| Lockheed L-188 Electra        | 14,5               | 91                      |
| Boeing B737-300 QC            | 14,8               | 82                      |
| Boeing B737-200               | 15                 | 105                     |
| Antonow An-12                 | 18                 | 90                      |
| Lockheed L100-30              | 21                 | 140                     |
| Boeing B727-100 F             | 21,2               | 108                     |
| Boeing B727-200 F             | 24                 | 144                     |
| Boeing B757-200S F            | 30,7               | 180                     |
| Boeing B757-23P F             | 39,7               | 187                     |
| Boeing B707                   | 40                 | 145                     |
| Douglas DC8-54/55             | 41                 | 180                     |
| Boeing 767-200 F              | 42                 | 370                     |
| Airbus A300 B4-200 F          | 45                 | 391,4                   |
| Ilyushin IL76                 | 45                 | 180                     |
| Ilyushin IL76-TD              | 45,7               | 185                     |
| McDonnell Douglas DC8-62 F    | 45                 | 200                     |
| McDonnell Douglas DC8-71 F    | 47                 | 235                     |
| McDonnell Douglas DC8-73 F    | 49,4               | 234,3                   |
| Antonow An-22                 | 50                 | 650                     |
| Lockheed L1011 Tristar        | 55                 | 420                     |
| Boeing 767-300 F              | 60                 | 454                     |
| McDonnell Douglas DC10-30     | 66                 | 350                     |
| McDonnell Douglas MD-11 F     | 89,2               | 498                     |
| Boeing 747-100                | 96                 | 724                     |
| Boeing 747-200                | 110                | 725                     |
| Boeing 777F                   | 112                | 653                     |
| Boeing 747-400                | 120                | 764                     |
| Antonow An-124                | 120                | 700                     |
| Boeing 747-8F                 | 140,5              | 858,4                   |
| Antonow An-225                | 250                | 1300                    |
| Antonow An-70                 | 47                 | 313                     |
| CASA C-295M*                  | 9,25               |                         |
| Lockheed C-130E Hercules*     | 20,4               |                         |

(*) używany przez Siły Powietrzne